# Lonely Nights
Lonely Nights è una canzone rock scritta da Bryan Adams e Jim Vallance nel 1980 per il secondo album di Adams You Want It You Got It del 1981. Scritta nell'estate del 1980, è stata la prima canzone che ha registrato per l'album You Want It You Got It.
Nel 2005 è stata inserita nel terzo greatest hits del cantante Anthology.
La canzone è stata registrata anche dal cantante statunitense Ian Lloyd e dal cantautore Björn Skifs.

## Formazione
- Bryan Adams: chitarra ritmica, voce
- Mickey Curry: batteria
- Brian Stanley: basso
- Tommy Mandel: tastiere

## Classifiche
| Classifica (1982)             | Posizione massima |
| ----------------------------- | ----------------- |
| Stati Uniti                   | 84                |
| Stati Uniti (mainstream rock) | 3                 |